# Frederick Heckwolf
Frederick Heckwolf (Frederick J. „Fred“ Heckwolf; * 7. Januar 1879 in St. Louis; † 21. März 1924 ebd.) war ein US-amerikanischer Sprinter.
Bei den Olympischen Spielen 1904 in St. Louis wurde er Fünfter über 100 m.